# 村井泰希
村井 泰希（むらい たいき、1992年6月12日 - ）は、三重県名張市出身の元プロサッカー選手。ポジションはGK。

## 来歴
小学5年でサッカーをはじめ、中学生時代にテレビで中継されていた四日市中央工高のサッカーを見たことがきっかけで同校に入学。小柄な体格ながらもセービングを評価され、入学後の夏からレギュラーに抜擢された。

### 横浜FC
2011年、高校卒業、横浜FC入団。

### 横浜FC香港
2012年12月20日、横浜FC香港に期限付き移籍することが決定。
2013年7月4日、同クラブへの移籍期間延長が発表された。同年12月20日、香港1部リーグ初出場（対傑志（キッチー））。
2014年6月1日、横浜FC香港での移籍期間が満了し、愛媛FCへの期限付き移籍が決定。

## 所属クラブ
ユース経歴
- 2002年 - 2004年 名張スポーツ少年団（名張市立名張小学校）
- 2005年 - 2007年 名張WESTフットボールクラブ（名張市立名張中学校）
- 2008年 - 2010年 三重県立四日市中央工業高等学校サッカー部

プロ経歴
- 2011年 - 2015年  横浜FC
  - 2013年 - 2014年  横浜FC香港 (期限付き移籍)
  - 2014年  愛媛FC (期限付き移籍)

## 個人成績
| 国内大会個人成績 | 国内大会個人成績 | 国内大会個人成績 | 国内大会個人成績 | 国内大会個人成績 | 国内大会個人成績 | 国内大会個人成績 | 国内大会個人成績 | 国内大会個人成績 | 国内大会個人成績 | 国内大会個人成績 | 国内大会個人成績 |
| 年度             | クラブ           | 背番号           | リーグ           | リーグ戦         | リーグ戦         | リーグ杯         | リーグ杯         | オープン杯       | オープン杯       | 期間通算         | 期間通算         |
| 年度             | クラブ           | 背番号           | リーグ           | 出場             | 得点             | 出場             | 得点             | 出場             | 得点             | 出場             | 得点             |
| 日本             | 日本             | 日本             | 日本             | リーグ戦         | リーグ戦         | リーグ杯         | リーグ杯         | 天皇杯           | 天皇杯           | 期間通算         | 期間通算         |
| ---------------- | ---------------- | ---------------- | ---------------- | ---------------- | ---------------- | ---------------- | ---------------- | ---------------- | ---------------- | ---------------- | ---------------- |
| 2011             | 横浜FC           | 21               | J2               | 0                | 0                | -                | -                | 0                | 0                | 0                | 0                |
| 2012             | 横浜FC           | 21               | J2               | 0                | 0                | -                | -                | 0                | 0                | 0                | 0                |
| 香港             | 香港             | 香港             | 香港             | リーグ戦         | リーグ戦         | リーグ杯         | リーグ杯         | FA杯             | FA杯             | 期間通算         | 期間通算         |
| 2012-13          | 横浜FC香港       | 21               | 香港1部          | 5                | 0                | -                | -                | 1                | 0                | 6                | 0                |
| 2013-14          | 横浜FC香港       | 21               | 香港1部          | 0                | 0                | 0                | 0                | 0                | 0                | 0                | 0                |
| 日本             | 日本             | 日本             | 日本             | リーグ戦         | リーグ戦         | リーグ杯         | リーグ杯         | 天皇杯           | 天皇杯           | 期間通算         | 期間通算         |
| 2014             | 愛媛             | 41               | J2               | 0                | 0                | -                | -                | 0                | 0                | 0                | 0                |
| 2015             | 横浜FC           | 21               | J2               | 0                | 0                | -                | -                | 0                | 0                | 0                | 0                |
| 通算             | 日本             | 日本             | J2               | 0                | 0                | -                | -                | 0                | 0                | 0                | 0                |
| 通算             | 香港             | 香港             | 香港1部          | 5                | 0                | 0                | 0                | 1                | 0                | 6                | 0                |
| 総通算           | 総通算           | 総通算           | 総通算           | 5                | 0                | 0                | 0                | 1                | 0                | 6                | 0                |

- 香港ファーストディビジョンリーグ初出場 - 2013年1月20日 香港1部第10節 傑志戦

## 指導歴
- 2016年 -  横浜FC
  - 2016年 - 2021年 ジュニアユース戸塚 GKコーチ
  - 2022年 - 2023年8月 トップチーム アシスタントGKコーチ
  - 2023年8月 - 同年12月 トップチーム GKコーチ
  - 2024年 -  トップチーム アシスタントGKコーチ